# 邓质方
邓质方（1951年8月26日—），为邓小平最小的儿子，物理学家。

## 生平
邓质方出生於1951年8月；於1980年代初在美国留学，导师是量子光学理论家Joseph Eberly教授。获罗彻斯特大学量子物理學博士学位，其妻刘小元获罗彻斯特大学生物物理学博士学位。二人在美国留学期间，1986年10月17日生下了邓卓棣。
邓质方回国后，进入中国国际信托投资公司直属的中信兴业公司，任副总工程师。1993年，正式加入“四方集团”。1993年5月，邓质方连同首钢、长实、加怡，共同收购香港上市公司“开达投资”。
邓质方的独生子邓卓棣（也是邓小平唯一的孙子），于2013年5月至2016年7月间分别任广西壮族自治区百色市平果县副县长和中共广西平果县委副书记。